# Asura luzonica
Asura luzonica là một loài bướm đêm thuộc phân họ Arctiinae, họ Erebidae.